# Cercle de San
Le cercle de San est une collectivité territoriale malienne dans la région de  région de San. En 1897 une grande partie de la region de Ségou a été détaché pour former le cercle des Miniankas regroupant San et Koutiala. Deux ans plus tard (1899)  le cercle de SAN a été établi  par Voulet et Chamoine.

## Histoire
Avant la réforme administrative de 2023, le cercle fait partie de la région de Ségou et compte 25 communes et 427 villages pour 6 159 km2.
Monsieur Amadou DICKO a été nommé  préfet du cercle de San par un décret du conseil des ministres du 26 novembre 2017. Le cercle comptait 334911 habitants en 2009.
Il compte 25 communes en 1999 : San, Baramandougou, Dah, Diakourouna, Diéli, Djéguena, Fion, Kaniegué, Karaba, Kassorola, Kava, Moribala, N'Torosso, N'Goa, Niamana, Niasso, Ouolon, Siadougou, Somo, Sourountouna, Sy, Tene, Teneni, Tourakolomba, Waki.
La commune urbaine de San plus de 119 000 habitants et la commune rurale de Téné (25337 habitants) sont les plus peuplées et les plus importantes en termes d'activités économiques.

## Administration
Depuis 2023, le cercle codé en 1701 compte 2 arrondissements, 9 communes et 143 VFQ : villages, fractions et quartiers. 
| Code   | Arrondissement                |
| ------ | ----------------------------- |
| 170101 | Arrondissement central de San |
| 170102 | Arrondissement de Tènè        |

| Code     | Commune       | Chef-lieu     | VFQ |
| -------- | ------------- | ------------- | --- |
| 17010101 | San           | San           | 21  |
| 17010102 | Djéguena      | Djéguena      | 8   |
| 17010103 | N'Goa         | N'Goa         | 15  |
| 17010104 | Niasso        | Niasso        | 27  |
| 17010105 | Somo          | Somo          | 3   |
| 17010106 | Teneni        | Teneni        | 26  |
| 17010201 | Baramandougou | Baramandougou | 10  |
| 17010202 | Fion          | Fion          | 8   |
| 17010203 | Téné          | Téné          | 25  |